# Новонадеждинська сільська рада (Україна)
Но́вонаде́ждинська сільська́ ра́да — адміністративно-територіальна одиниця та орган місцевого самоврядування у Близнюківському районі Харківської області. Адміністративний центр — село Новонадеждине.

## Загальні відомості
- Новонадеждинська сільська рада утворена в 1991 році.
- Територія ради: 50,4 км²
- Населення ради: 755 осіб (станом на 2001 рік)

## Населені пункти
Сільській раді підпорядковані населені пункти:
- с. Новонадеждине
- с. Богданівка
- с. Морокине
- с. Новотроїцьке
- с. Привілля

## Склад ради
Рада складається з 12 депутатів та голови.
- Голова ради: Цяпка Ігор Вікторович
- Секретар ради: Зайченко Тетяна Петрівна

### Керівний склад попередніх скликань
| Прізвище, ім'я, по батькові | Основні відомості                                                 | Дата обрання | Дата звільнення |
| --------------------------- | ----------------------------------------------------------------- | ------------ | --------------- |
| Цяпка Ігор Вікторович       | Сільський голова, 1965 року народження, освіта вища, безпартійний | 26.03.2006   | 31.10.2010      |
| Цяпка Ігор Вікторович       | Сільський голова, 1965 року народження, освіта вища, безпартійний | 31.10.2010   |                 |

Примітка: таблиця складена за даними сайту Верховної Ради України

### Депутати
За результатами місцевих виборів 2010 року депутатами ради стали:

#### За суб'єктами висування
| Суб'єкт висування                                       | Кількість обраних депутатів | %    |
| ------------------------------------------------------- | --------------------------- | ---- |
| Партія регіонів                                         | 8                           | 66,7 |
| Політична партія Всеукраїнське об'єднання «Батьківщина» | 2                           | 16,7 |
| Самовисування                                           | 2                           | 16,7 |

#### За округами
| № округу                                                | Прізвище, ім'я, по батькові     | Дата визнання обраним | Освіта  | Партійна приналежність                        | Відомості про обраного депутата                           |
| ------------------------------------------------------- | ------------------------------- | --------------------- | ------- | --------------------------------------------- | --------------------------------------------------------- |
| Партія регіонів                                         |                                 |                       |         |                                               |                                                           |
| 1                                                       | Бондаренко Валентин Іванович    | 04.11.2010            | середня | член Партії регіонів                          | ПСП «Комсомолець», механізатор                            |
| 2                                                       | Топчій Сергій Григорович        | 04.11.2010            | середня | член Партії регіонів                          | ПСП «Комсомолець», водій                                  |
| 4                                                       | Могила Іван Гордійович          | 04.11.2010            | середня | позапартійний                                 | пенсіонер                                                 |
| 5                                                       | Бузаєва Ніна Михайлівна         | 04.11.2010            | середня | член Партії регіонів                          | пенсіонер                                                 |
| 6                                                       | Киричок Валентина Петрівна      | 04.11.2010            | вища    | член Партії регіонів                          | Новонадеждинська загальноосвітня школа І-ІІІ ст., вчитель |
| 7                                                       | Бистра Галина Петрівна          | 04.11.2010            | середня | член Партії регіонів                          | тимчасово не працює                                       |
| 10                                                      | Черненко Світлана Володимирівна | 04.11.2010            | середня | член Партії регіонів                          | Новонадеждинська сільська рада, бухгалтер                 |
| 11                                                      | Савін Володимир Якович          | 04.11.2010            | вища    | позапартійний                                 | Новонадеждинська загальноосвітня школа І-ІІІ ст., завуч   |
| Політична партія Всеукраїнське об'єднання «Батьківщина» |                                 |                       |         |                                               |                                                           |
| 9                                                       | Осика Микола Іванович           | 04.11.2010            | середня | член Всеукраїнського об'єднання «Батьківщина» | ПСП «Комсомолець», механізатор                            |
| 12                                                      | Козакова Олена Олексіївна       | 04.11.2010            | вища    | позапартійна                                  | ПСП «Комсомолець», завідувачка складом ПММ                |
| Самовисування                                           |                                 |                       |         |                                               |                                                           |
| 3                                                       | Лисенко Василь Федорович        | 04.11.2010            | середня | позапартійний                                 | приватний підприємець                                     |
| 8                                                       | Зайченко Тетяна Петрівна        | 04.11.2010            | вища    | позапартійна                                  | Новонадеждинська сільська рада, секретар                  |